# Batroun

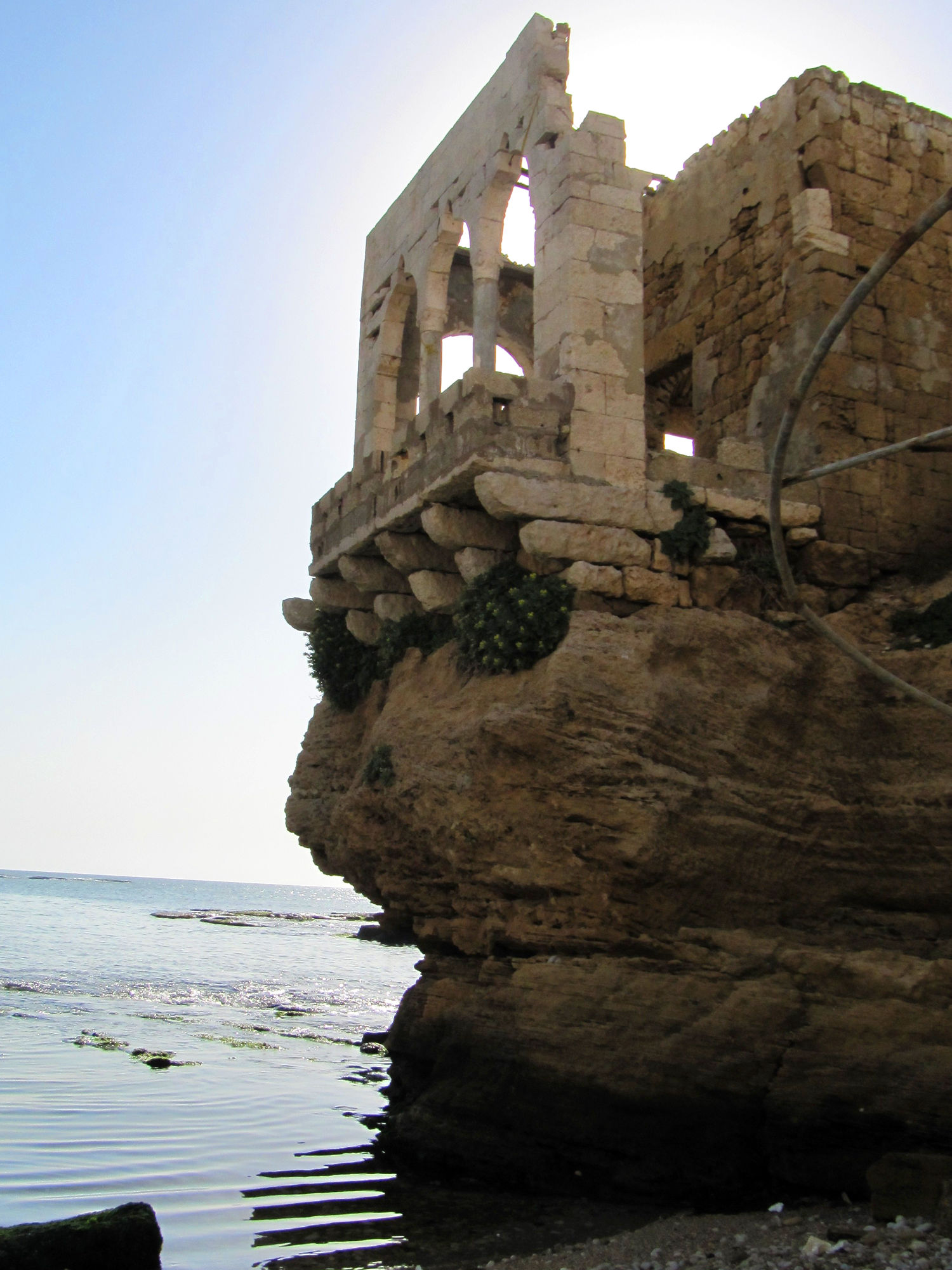
Kyrkoruiner på Batrouns strand.

Batroun (arabiska: البترون) är en kuststad i norra delen av Libanon. Den ligger i guvernementet Mohafazat Liban-Nord och är huvudort i distiktet Batroun. Orten ligger 13 meter över havet och antalet invånare är 10 852. Närmaste större samhälle är Byblos, 14,9 kilometer söder om Batroun.
Batroun är ett viktigt turistmål i norra Libanon med flera badstränder. Det finns flera historiska kyrkor i staden, både romersk-katolska och 
grekisk-ortodoxa. Batroun är också biskopssäte för den maronitiska kyrkan
Batroun är en av världens äldsta städer och är troligen identisk med Batruna som nämns i Amarnabreven från 1300-talet.